# Бюс, Ким
Ким Анна Лиза Бюс (нидерл. Kim Anna-Lisa Busch, род. 16 июня 1998) — нидерландская пловчиха, специализирующаяся в плавании вольным стиле и баттерфляем.
В составе нидерландской эстафетной команды завоевала золото в эстафете 4×100 м вольным стилем на Чемпионате мира 2024 года в Дохе, а также золотую медаль в эстафета 4×50 м вольным стилем на Чемпионате Европы 2021 года в Казани. Ким - многократный призер чемпионатов мира и Европы. Она также является обладателем действующего мирового рекорда в эстафете 4×50 м вольным стилем на короткой воде.

## Личные рекорды
| Короткая вода       | Короткая вода | Короткая вода    | Короткая вода          |
| Дисциплина          | Время         | Дата             | Место                  |
| ------------------- | ------------- | ---------------- | ---------------------- |
| 50 м вольный стиль  | 23.99         | 28 сентября 2018 | Будапешт, Венгрия      |
| 100 м вольный стиль | 52.71         | 3 ноября 2018    | Кристиансанн, Норвегия |
| 50 м брасс          | 30.10         | 27 октября 2018  | Ахен, Германия         |
| 50 м баттерфляй     | 25.62         | 23 октября 2021  | Амстердам, Нидерланды  |
| 100 м баттерфляй    | 57.09         | 3 ноября 2018    | Кристиансанн, Норвегия |

| Длинная вода        | Длинная вода | Длинная вода     | Длинная вода          |
| Дисциплина          | Время        | Дата             | Место                 |
| ------------------- | ------------ | ---------------- | --------------------- |
| 50 м вольный стиль  | 24.67        | 25 сентября 2020 | Эйндховен, Нидерланды |
| 100 м вольный стиль | 54.05        | 23 июля 2017     | Будапешт, Венгрия     |
| 50 м брасс          | 31.22        | 15 ноября 2020   | Эйндховен, Нидерланды |
| 50 м баттерфляй     | 26.04        | 6 декабря 2020   | Роттердам, Нидерланды |
| 100 м баттерфляй    | 59.12        | 14 апреля 2019   | Эйндховен, Нидерланды |